# Conseil interprofessionnel du Québec
Pour les articles homonymes, voir CIQ.
Le Conseil interprofessionnel du Québec (CIQ) est une personne morale regroupant les ordres professionnels au Québec lesquels sont représentés par leur président ou un autre membre désigné par le Conseil d'administration de l'ordre. Cette entité est constituée légalement par le Code des professions du Québec. Le siège social du Conseil interprofessionnel du Québec est situé au 550, rue Sherbrooke Ouest à Montréal, au Québec.

## Histoire
Constitué en 1965 sous la 3e partie de la Loi des compagnies du Québec, le Conseil interprofessionnel du Québec est un organisme à but non lucratif (personne morale). Le CIQ a d'abord été le regroupement volontaire de quinze corporations professionnelles, désignées « ordres professionnels» depuis 1994.
Lors de l'adoption du Code des professions en 1973, entré en vigueur en 1974, le Conseil a vu son existence et son rôle reconnus par des dispositions législatives particulières. En plus de regrouper les ordres professionnels, il s'est vu confier, en parallèle à l'Office des professions du Québec nouvellement créé, un mandat d'organisme conseil auprès de l'autorité publique. À cet égard, on pourra consulter le Code des professions à la rubrique Législation professionnelle de la page d'accueil du Conseil.
En 1990, le CIQ a institué un système de reconnaissance et d'honneur pour l'ensemble du système professionnel québécois. Ce programme comprend un "Prix" de prestige remis annuellement à une personne et un prix "Mérite" décerné annuellement par le CIQ à un professionnel de chacun des ordres. Ce prix mérite est attribué par le CIQ pour souligner la carrière exceptionnelle de professionnels émérites ainsi que leur contribution au rayonnement de leur profession et au développement du système professionnel québécois. L’œuvre qui symbolise le « Prix du CIQ » est une médaille en argent massif.

## Membres du Conseil
Le Conseil regroupe les quarante-six ordres professionnels du Québec qui comptent collectivement plus de 390 000 membres (voir plus loin la liste des ordres).

## Mission
Le Conseil est un regroupement des ordres professionnels auquel le Code des professions reconnaît une existence et octroie un mandat d'organisme conseil auprès de l'autorité gouvernementale.
Comme regroupement des ordres professionnels, le Conseil :
- procure des occasions d'échange et d'entraide aux ordres professionnels;
- intervient, lorsque opportun, comme lieu de mobilisation et voix collective des ordres professionnels sur des dossiers d'intérêt commun;
- agit comme unité de services aux ordres professionnels, selon les mandats et budgets adoptés;
- agit comme référence auprès des publics concernés, selon une approche d'information sur la valeur du statut et du système professionnels et la promotion de l'intérêt public qui en découle.

Comme organisme conseil auprès de l'autorité publique, le Conseil est consulté notamment sur :
- les orientations générales et particulières du système professionnel,
- les projets de loi ou de règlement touchant le système,
- la nomination de certains dirigeants et membres de l'Office des professions du Québec,
- la nomination des administrateurs non-membres d'un Ordre,
- la contribution au financement de l'Office des professions du Québec,
- les prévisions budgétaires de l'Office des professions du Québec,
- la constitution d'un nouvel Ordre ou l'intégration à un ordre.

Certaines interventions du Conseil sont requises par la loi. Il peut s'agir d'une demande du gouvernement ou du ministre à laquelle la loi exige une réponse ou encore d'une étape de consultation prévue à la loi.
Le Conseil peut également, de sa propre initiative et après consultation de ses membres, effectuer d'autres interventions. Ainsi, le Conseil émet des avis sur différents projets relatifs à des actions gouvernementales et législatives qui ont un impact sur la finalité, la cohérence et l'efficacité du système professionnel.
Enfin, le Conseil contribue à des débats sur des dossiers importants pour la société québécoise, dans une perspective large de l'intérêt public.

## Reconnaissance des compétences des personnes formées à l'étranger
La reconnaissance des compétences des personnes formées à l’étranger est un sujet d’actualité depuis de nombreuses années, et les ordres professionnels québécois font bonne figure à ce sujet.
Par exemple, il existe, pour les professionnels diplômés dans certains pays, des accords de reconnaissance mutuelle (ARM). C’est notamment le cas pour la France.
L’Accord Québec-France, signé en 2008, fait en sorte que les diplômés de 25 professions voient leur diplôme reconnu comme équivalent dans les deux juridictions. À la fin de l’année 2012, 624 professionnels diplômés en France et 119 professionnels diplômés au Québec avaient bénéficié d’un ARM.
Lorsqu’une personne est diplômée d’un pays qui ne possède pas d’ARM avec le Québec, le candidat doit alors suivre le processus de reconnaissance d’une équivalence, décrit en détail sur le site internet du Conseil interprofessionnel du Québec.
Le nombre de demandes de reconnaissance de diplômes étrangers a augmenté de plus de 600 % en 15 ans. Les 45 ordres professionnels du Québec se sont partagé plus de 5 000 demandes en 2011-2012. L’Ordre des Ingénieurs et celui des Infirmières et infirmiers sont les plus sollicités, recueillant à eux seuls plus de 40 % du total des demandes reçues.
Sur les 5 000 demandes reçues en 2011-2012, près de 95 % ont été acceptées, en totalité ou en partialité. C’est donc dire que seulement 5 % des dossiers ont été refusés, ce qui correspond à la réalité des cinq dernières années.
Le portrait global de la reconnaissance des équivalences dans le système professionnel québécois s’avère positif. Cela démontre l’importance que les ordres professionnels accordent aux démarches destinées à améliorer leurs processus de reconnaissance des compétences des personnes formées à l’étranger.

## Prix annuels du CIQ
Le CIQ attribue le "prix CIQ" généralement à un membre par année de chaque ordre professionnel pour sa contribution à l'avancement de sa profession.

## Liste des membres
1. Ordre des acupuncteurs du Québec
2. Ordre des administrateurs agréés du Québec
3. Ordre des agronomes du Québec
4. Ordre des architectes du Québec
5. Ordre des arpenteurs-géomètres du Québec[5]
6. Ordre des audioprothésistes du Québec
7. Barreau du Québec
8. Ordre des chimistes du Québec
9. Ordre des chiropraticiens du Québec
10. Ordre des comptables professionnels agréés du Québec
11. Ordre des conseillers et conseillères d'orientation du Québec
12. Ordre des conseillers en ressources humaines agréés du Québec
13. Ordre professionnel des criminologues du Québec
14. Ordre des dentistes du Québec
15. Ordre des denturologistes du Québec
16. Ordre professionnel des diététistes du Québec
17. Ordre des ergothérapeutes du Québec
18. Ordre des évaluateurs agréés du Québec
19. Ordre des géologues du Québec
20. Chambre des huissiers de justice du Québec
21. Ordre des hygiénistes dentaires du Québec
22. Ordre des infirmières et infirmiers du Québec
23. Ordre des infirmières et infirmiers auxiliaires du Québec
24. Ordre des ingénieurs du Québec
25. Ordre des ingénieurs forestiers du Québec
26. Ordre professionnel des inhalothérapeutes du Québec
27. Collège des médecins du Québec
28. Ordre des médecins vétérinaires du Québec
29. Chambre des notaires du Québec
30. Ordre des opticiens d'ordonnances du Québec
31. Ordre des optométristes du Québec
32. Ordre des orthophonistes et audiologistes du Québec
33. Ordre des pharmaciens du Québec
34. Ordre professionnel de la physiothérapie du Québec
35. Ordre des podiatres du Québec
36. Ordre des psychoéducateurs et psychoéducatrices du Québec
37. Ordre des psychologues du Québec
38. Ordre professionnel des sages-femmes du Québec
39. Ordre professionnel des sexologues du Québec
40. Ordre des techniciennes et techniciens dentaires du Québec
41. Ordre professionnel des technologistes médicaux du Québec
42. Ordre des technologues en imagerie médicale, en radio-oncologie et en électrophysiologie médicale du Québec
43. Ordre des technologues professionnels du Québec
44. Ordre des traducteurs, terminologues et interprètes agréés du Québec
45. Ordre des travailleurs sociaux et des thérapeutes conjugaux et familiaux du Québec
46. Ordre des urbanistes du Québec